# Кизилбулацький сільський округ
Кизилбула́цький сільський округ (каз. Қызылбұлақ ауылдық округі, рос. Кызылбулакский сельский округ) — адміністративна одиниця у складі Байганінський району Актюбінської області Казахстану. Адміністративний центр — село Кемерші.
Населення — 1714 осіб (2021; 2085 у 2009, 2531 у 1999, 2730 у 1989).
Станом на 1989 рік існувала Кизилбулацька сільська рада (села Булактикол, Жанатан, Кемерші).

## Склад
До складу округу входять такі населені пункти:
| Населений пункт   | Колишні назви | Населення, осіб (1989) | Населення, осіб (1999) | Населення, осіб (2009) | Населення, осіб (2021) |
| ----------------- | ------------- | ---------------------- | ---------------------- | ---------------------- | ---------------------- |
| Булактиколь, село | Булактикол    | 679                    | 675                    | 511                    | 385                    |
| Жанатан, село     | -             | 726                    | 635                    | 577                    | 397                    |
| Кемерші, село     | -             | 1325                   | 1221                   | 997                    | 932                    |